# Gynoplistia (Gynoplistia) tooronga
Gynoplistia (Gynoplistia) tooronga is een tweevleugelige uit de familie steltmuggen (Limoniidae). De soort komt voor in het Australaziatisch gebied.